# آنا تايلور
آنا تايلور (بالإنجليزية: Anna Taylor)‏ هي كاتِبة نيوزيلندية، ولدت في 1982.